# Elacatinus lobeli
Elacatinus lobeli är en fiskart som beskrevs av Randall och Colin 2009. Elacatinus lobeli ingår i släktet Elacatinus och familjen smörbultsfiskar. Inga underarter finns listade i Catalogue of Life.